# Litauisches Meeresmuseum

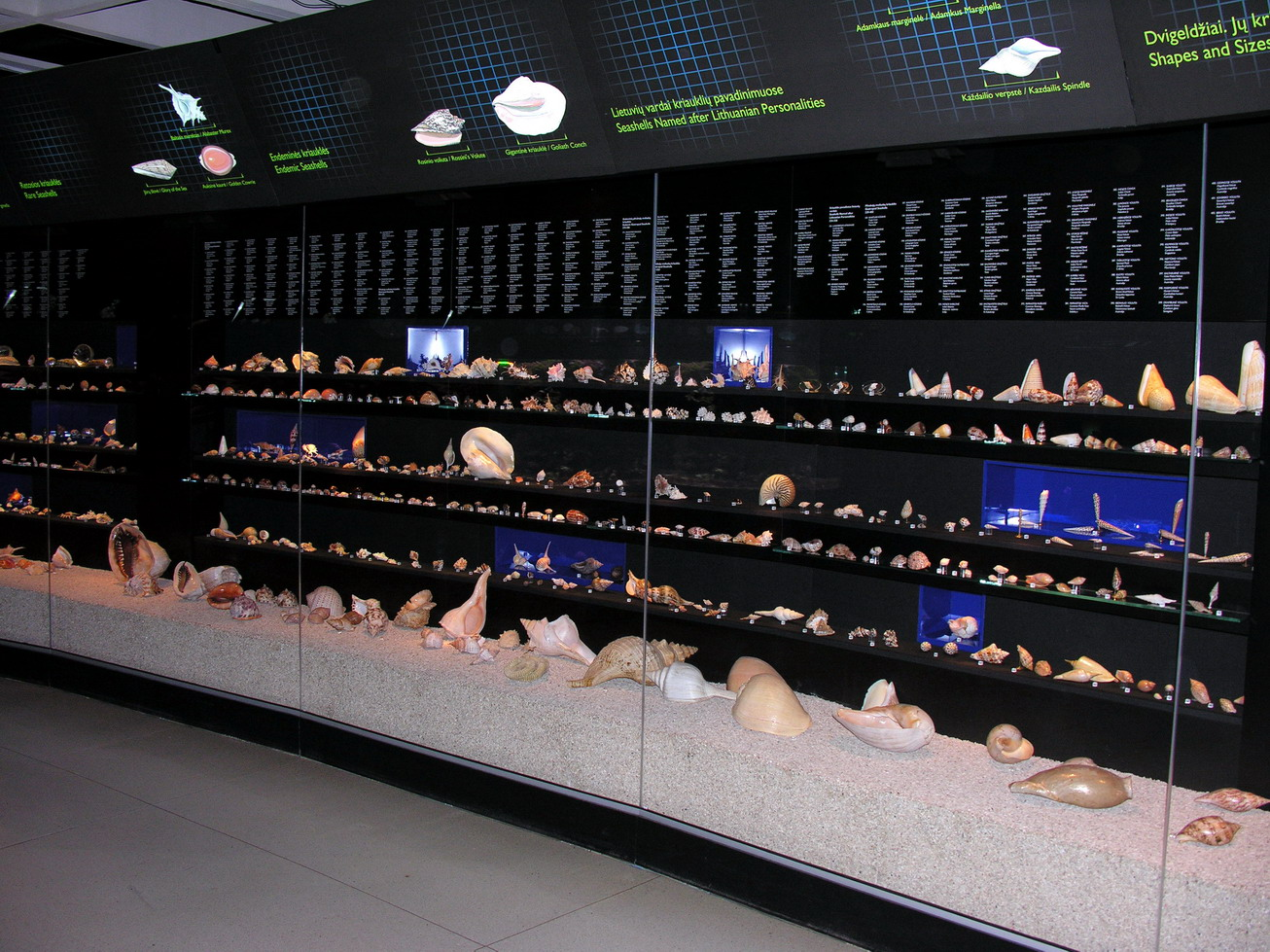
Saal

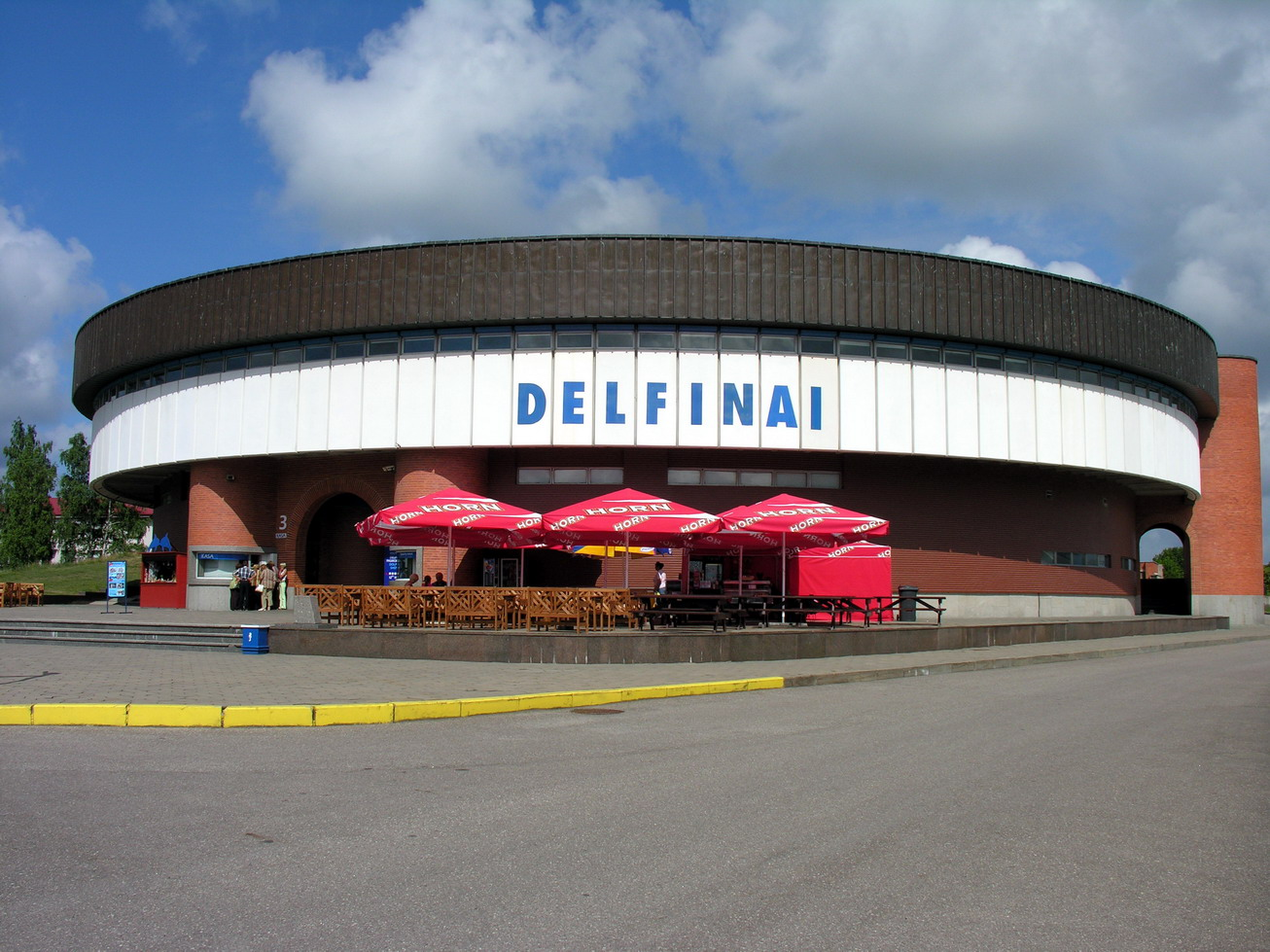
Delfinarium (1994, Architekt P. Lapė)

Das Litauische Meeresmuseum (litauisch Lietuvos jūrų muziejus) ist ein maritimes Museum in Klaipėda, Litauen. Es wurde 1979 errichtet. Es befindet sich in Kopgalis, dem nördlichsten Ort auf der Kurischen Nehrung. Seine Grundfläche beträgt etwa 33.000 m². Das Museum wird von der Direktorin Olga Žalienė geleitet.
In dem zum Museum gehörenden Delfinarium werden die stark gefährdeten Schwarzmeer-Tümmler (Tursiops truncatus ponticus) gehalten und erfolgreich gezüchtet.